# José Ignacio Escobar Ramírez
José Ignacio Escobar Ramírez (Combarbalá, 6 de junio de 1878-Santiago, 24 de noviembre de 1925) fue un político y abogado chileno. 

## Profesión
Estudió en el Seminario de La Serena, en el Colegio San Agustín y en el Instituto Nacional. Posteriormente, en la Facultad de Derecho de la Universidad de Chile, se tituló de abogado, el 3 de julio de 1903.
Destacado fiscal en lo civil y de hacienda, llegó a ser Juez del Crimen de Santiago (1920). Rentista de propiedades habitacionales y de servicios en la capital.
Escribió columnas en diversos periódicos de Santiago, donde exponía sus poemas que desde niño escribió. Luego publicó sus composiciones en un libro titulado “Flores Silvestres”, con un prólogo de Luis Orrego Luco.

## Actividades políticas
Fue Regidor de Santiago (1909-1912). Militante del Partido Liberal Democrático fue elegido Diputado por San Carlos y Chillán (1912-1915) y por Santiago (1915-1918). Integró en ambos períodos la Comisión permanente de Legislación Social.
Fue miembro del Directorio de su partido y de la Junta Ejecutiva del mismo (1923-1933).